# Siemens A65
Siemens A65 är en mobiltelefon från Siemens
Den har färgbilder, inte realtonez, Miniräknare. m.m.

Det kan ha Internet, Kamera.